# Hospital Familiar Alyn Woldenberg
O Hospital Familiar Alyn Woldenberg (em língua hebraica: בית חולים אלי"ן) é um hospital para crianças e um centro de reabilitação para adolescentes situado na cidade de Jerusalém, a capital de Israel. O hospital foi fundado em 1932 por um ortopedista americano, o Doutor Henry Keller. O hospital trata crianças com doenças congênitas e adquiridas, entre elas a paralisia cerebral, as doenças neuromusculares, feridas na medula espinhal, lesões cerebrais, queimaduras, transtornos alimentares, vítimas de acidentes de trânsito e atentados terroristas.

## Pessoal
A equipe multidisciplinar do hospital Alyn inclui uma variedade de profissionais de saúde. Os membros da equipe são organizados por área profissional e contam com um diretor que supervisiona seu desempenho e desenvolvimento. Os diversos campos profissionais incluem: medicina, enfermagem, fisioterapia, terapia ocupacional, terapia da fala e linguagem, psicologia, trabalho social e educação.
O hospital Alyn trata todos os meninos, independente de religião e origem étnica. Os funcionários do hospital respeitam a todas as culturas e ajudam aos pacientes e familiares a se sentirem confortáveis no meio hospitalar. A sala de oração islâmica é acessível para cadeiras de rodas, a sala encontra-se cerca da clínica para pacientes externos. A sala de oração fica aberta o dia todo para pacientes, familiares e funcionários do hospital.

### Medicina
O tratamento em Alyn é proporcionado por uma equipe de médicos que inclui diversos especialistas no campo da medicina pediátrica e reabilitação: pediatras, ortopedistas, neurologistas, urologistas, nutricionistas, especialistas em doenças contagiosas, especialistas em doenças pulmonares, neurocirurgia e psiquiatria.

### Enfermaria
Os profissionais da enfermagem atendem à cada paciente e aos seus famíliares durante todo o processo de reabilitação. As enfermeiras assistem, identificam, Atendem e orientam os pacientes e suas famílias em cada solicitação relacionada às suas necessidades físicas, médicas e emocionais, 24 horas por dia, 7 dias por semana.

### Fisioterapia
Os fisioterapeutas experientes de Alyn, concentram-se a melhorar as habilidades motoras e a função respiratória, incluindo a mobilidade, a estabilidade e a resistência. As opções de tratamento incluem a terapia no solo, incluindo o uso de equipamento e a hidroterapia na piscina.

### Terapia ocupacional
A terapia ocupacional concentra-se em promover a função autónoma do paciente. O objetivo é equipar os meninos com as ferramentas para fazer frente às demandas da vida no contexto social, escolar e trabalhista.

### Terapia da fala
O objetivo dos terapeutas da fala é ajudar os pacientes a usarem a linguagem através da fala ou qualquer outra forma de comunicação adequada à idade do menino, às suas habilidades e necessidades.

### Psicologia
No primeiro contato com o paciente, o psicólogo centra-se em avaliar a situação do paciente, os fatores e as circunstâncias que afetam sua condição emocional e suas respondidas.

### Trabalho social
Os trabalhadores sociais se centram na família e no seu meio, observando o paciente como parte da unidade familiar e da comunidade a qual pertencem. Os trabalhadores sociais guiam os pacientes e suas famílias no processo de recuperação e assistem no planejamento e na volta do paciente ao seu lar e sua comunidade.

## Terremoto de Haiti de 2010
Em fevereiro do ano de 2010, uma equipe de médicos experientes do Hospital Alyn, especializados na reabilitação de amputados, foi ao Haiti para avaliar as necessidades de reabilitação dos feridos e capacitar os terapeutas haitianos. As delegações estiveram sob os auspícios da organização IsraAid e Tevel B Tzedek. As delegações continuaram proporcionando terapia para os pacientes do terremoto até junho de 2010.